# José Panizo
José Panizo Rodrigo (Madrid, 5 de octubre de 1936 – Acebo, León, 24 de noviembre de 2018) fue un luchador olímpico español. Compitió en los Juegos Olímpicos de Roma 1960, donde quedó sexto, y Tokio 1964.
Posteriormente, trabajó en el cine como especialista en escenas de riesgo, doblando a actores como Charlton Heston y Arnold Schwarzenegger en Conan el destructor.